# Hainstadt (Breuberg)

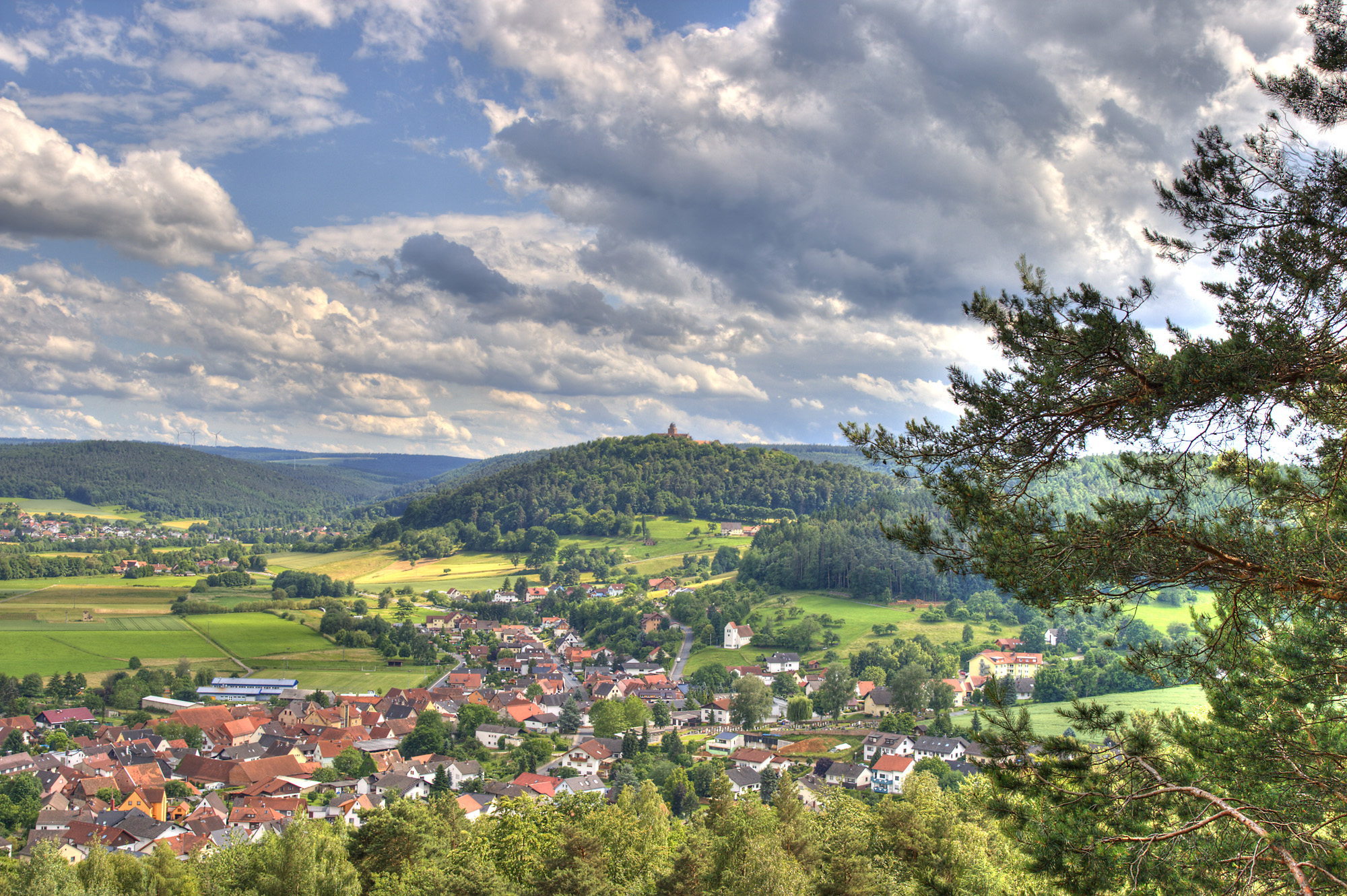
Blick auf den Ort mit Burg Breuberg

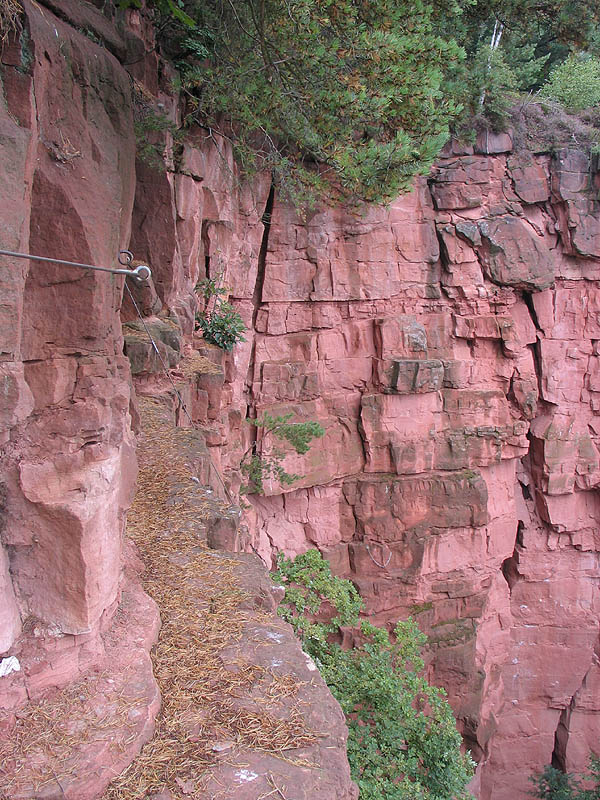
Der Klettersteig

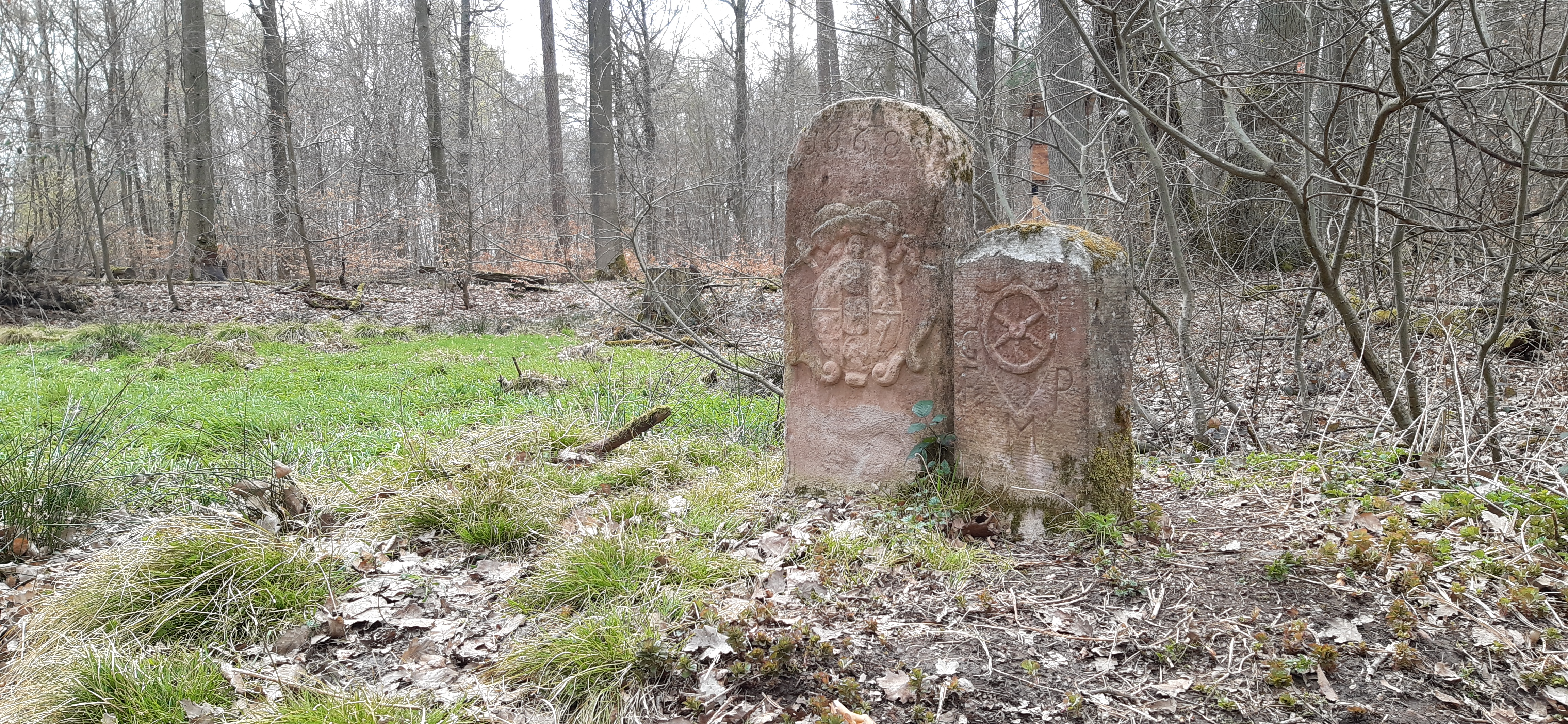
Die Grenzsteine Hohe Stein an der heutigen Landesgrenze zwischen Bayern und Hessen auf dem Grenzberg an der Gemarkungsgrenze zu Wald-Amorbach und Mömlingen am ursprünglichen mittelalterlichen Grenzdreieck von Kurmainz, der Herrschaft Breuberg und des Kondominats Umstadt. Blick nach Süden Richtung Mümlingtal.

Hainstadt ist ein Stadtteil von Breuberg im  Odenwaldkreis in Hessen.

## Geographische Lage
Hainstadt liegt im Buntsandsteingebiet des nordöstlichen Odenwalds als die am tiefsten gelegene Ortschaft des Odenwaldkreises an der Mümling kurz vor deren Übertritt über die Landesgrenze nach Bayern in die Gemarkung Mömlingen. Im Südzipfel der Gemarkung Hainstadt liegt an der Mümling der Weiler Rosenbach, der um eine Mühle und ein Hofgut (dieses 1624 entstanden) liegt und wohl der in der Herrschaft Breuberg begüterten uradligen Familie von Rosenbach (1803 ausgestorben) seinen Namen gegeben hat. Im Norden kurz vor der Landesgrenze liegt die Spatmühle mit dem Mümling-Elektrizitätswerk.
Die nächstgelegenen Ortschaften sind im Nordwesten Wald-Amorbach, im Nordosten Mömlingen, im Osten Obernburg am Main und im Süden Rai-Breitenbach sowie Neustadt.

## Geschichte
Das Bestehen des Ortes ist unter dem Namen Heimstat seit der Zeit um das Jahr 800 urkundlich bezeugt. Der Ortsname wechselte mehrfach, und zwar wie folgt:
- Heimstat (um 800)
- Heimstadt (1380–1388)
- Heynstat (2. Hälfte 14. Jahrhundert)
- Heynstadt (1445)
- Haynstadt (1757)

Im Jahre 1557 gehörte der Ort zur Herrschaft Breuberg und kam 1806 zum Großherzogtum Hessen. 
Nach Auflösung der alten Amtsstruktur 1822 fiel der Ort in den Zuständigkeitsbereich des Landgerichts Höchst, nach der Reichsjustizreform von 1877 ab 1879 in den des Amtsgerichts Höchst im Odenwald.
1939 hatte der Ort 601 Einwohner und gehörte zum Kreis Erbach.
Hainstadt schloss sich anlässlich der Gebietsreform in Hessen am 1. Oktober 1971 mit anderen Gemeinden zur neuen Stadt Breuberg zusammen. Für Hainstadt wurde wie für alle früher selbständigen Orte ein Ortsbezirk mit Ortsbeirat und Ortsvorsteher gebildet.

## Verkehr und Infrastruktur
Durch das untere Mümlingtal und damit durch Hainstadt führt die Bundesstraße 426 und verbindet Höchst im Odenwald mit Obernburg. In der Ortsdurchfahrt zweigt die Landesstraße 3413 nach Norden ab, die über Wald-Amorbach und Dorndiel nach Groß-Umstadt führt.
Der Ortsteil war durch die Bahnstrecke Aschaffenburg–Höchst (Odenwald) mit dem Haltepunkt Hainstadt (Kr Erbach) an den SPNV angebunden.
Seit Stilllegung der Strecke ist der nächstgelegene Bahnhof Höchst (Odenw) an der Odenwaldbahn.
In Hainstadt hat die Sektion Darmstadt-Starkenburg des Deutschen Alpenvereins in Darmstadt einen Klettersteig mit 40 bis 45 Höhenmeter errichtet. Er liegt in einem aufgelassenen Sandsteinbruch knapp nördlich der Ortslage an der L 3413. Oberhalb des Ausstiegs steht eine kleine Schutzhütte mit Ausblick auf das Mümlingtal.

## Söhne und Töchter von Hainstadt
- Georg Haas (1835–1898), Landtagsabgeordneter und Bürgermeister von Hainstadt
- Ludwig Kredel (1859–1916), Mediziner